# 1. padalska pehotna brigada (ZDA)
Za druge 1. brigade glej 1. brigada.
1. padalska pehotna brigada je bila padalska enota Kopenske vojske Združenih držav Amerike.

## Zgodovina
Brigada je bila ustanovljena 20. julija 1942 v Fort Benningu pod Zračnoprevoznim poveljstvom. Glavna naloga brigade je bila nadzorovanje urjenja enot pod Poveljstvom. Brigada je bila razpuščena 12. januarja 1943.